# آسان (مدينة)
مدينة آسان (بالكورية: 아산시 | آسان شي) هي مدينة تقع في مقاطعة تشنغتشونغ الجنوبية في كوريا الجنوبية. آسان تقع جنوب منطقة سول الحضرية، ويبلغ عدد سكانها 250 ألف نسمة. تشتهر آسان بينابيعها الحارة ومنتجعاتها.

## التاريخ
- في سنة 1983: أجريت بعض التغييرات في القرى (ري) والبلدات (ميون).
- في سنة 1986: فصلت أونيانغ أوب (بلدة) عن آسان، لتكون مدينة مستقلة هي مدينة أونيانغ.
- في سنة 1995: ضمت مدينة أونيانغ ومحافظة آسان لتشكلا مدينة آسان الحالية.[2]

## النقل
تشترك مدينة آسان مع مدينة تشونان في محطة قطارات كوريا السريعة (KTX)، وتسمى المحطة «محطة آسان-تشونان». يستغرق السفر من آسان إلى سول 30 دقيقة عبر قطار KTX، كما يمكن الوصول إليها في ساعتين بالسيارة من خلال مطار إنتشون الدولي. في 15 ديسمبر 2008 قام مترو سول بإمداد خط يخدم آسان. يعبر المدينة أيضاً طريقان هما «طريق سول بسان»، و«طريق الساحل الغربي».

## الصناعة والتجارة
للعديد من الشركات مثل هيونداي موتور، وسامسونغ إل سي دي، وسامسوسونغ للإلكترونيات لديها مصانع في آسان. يوجد بالمدينة ما مجموعه 14 مجمعاً صناعياً تعمل على قطع غيار السيارات، والقطع الإلكترونية، وغيرها. كما يقع ميناء بيونغتايك بالقرب من المدينة، ويعد هذا الميناء أقرب موانئ كوريا إلى الساحل الصيني الشرقي.

## التعليم
تضم مدينة آسان خمس جامعات وهي:
- جامعة بوليتكنك الرابعة بآسان.
- جامعة سونام.
- جامعة سنتشونهيانغ.
- جامعة سونمن.
- جامعة هوسو.

## أعلام المدينة
- ين بو سن (رئيس كوريا الجنوبية السابق).
- تشو سنغ هي (منفذ مذبحة جامعة فرجينيا).

## المدن التوأمة
- لانسنغ، ميشيغان، الولايات المتحدة.[3]

## وصلات خارجية
- الموقع الرسمي للمدينة.